# Pedagogia da Indignação
Pedagogia da Indignação: Cartas Pedagógicas e Outros Escritos é um livro póstumo do educador Paulo Freire que reúne nove textos do autor, organizados por sua esposa e sucessora legal da obra de seu marido, Ana Maria Araújo Freire, que também faz uma apresentação na obra.  Foi publicada em fevereiro de 2000. 

## Características
Na obra, Freire defende a ideia de que a globalização, bem como a tecnologia, são expressões humanas, frutos de sua curiosidade. Dessa forma, considera a educação como um espaço para veicular e problematizar temas como a democracia, a ética, a tecnologia e os meios de comunicação.
O educador, desde a Pedagogia do Oprimido até a Pedagogia da Indignação, vincula-se com a solidariedade e com as experiências emancipatórias, menos competitivas e menos consumistas, enaltecendo uma perspectiva que vise o diálogo e da convivência entre indivíduos diferentes.  Freire, por intermédio de sua indignação, buscou estimular, com esperança, o confronto com as normas tradicionais de pensar, sentir e agir. 
O livro é dividido em duas partes. Na primeira, de título "Cartas pedagógicas", compreende-se pelos três últimos escritos de Freire, de janeiro a abril de 1997. Já na segunda parte, "Outros Escritos", há seis textos escritos entre 1992 a 1997.

### Cartas pedagógicas
O uso do gênero cartas foi utilizada como um recurso ético e estético para estabelecer um diálogo com os educadores e disseminar, assim, seus questionamentos sobre a educação e sobre a vida, mas também demonstrar sua indignação, sua raiva e sua impotência perante a alguns problemas, além da generosidade do seu amar. 
- Do espírito deste livro: Freire escreve essa carta aos pais, a fim de desenvolver um debate acerca da relação entre autoridade e liberdade[6], motivando o rompimento de uma ideologia em que se acredita na impossibilidade de mudar o mundo[3];
- Do direito e do dever de muda: o autor expõe a relação entre a utopia, desconhecedora dos condicionamentos reais e sem compreender o contexto, e a realidade, que, quando exagerada, gera o fatalismo dos alienados[6]. Dessa forma, Freire escreve sobre a necessidade e a importância dos sonhos, isto é, os projetos pelos quais o indivíduo luta, destacando o poder da militância[3]. Além disso, ao fomentar a inserção crítica das crianças, reflete também acerca da necessidade de que o jovem aprenda que sua autonomia deve respeitar a dos outros[8];
- Do assassinato de Galdino de Jesus dos Santos - índio pataxó: Freire traz a discussão do assassinato do indígena pataxó Galdino, realizado por jovens de Brasília[6] no dia 20 de abril de 1997[9]. O autor tem o desejo de instaurar uma ética universal que prese pela solidariedade humana tal que um valorize e inclua o outro, e, uma vez humano, não poderia ser reduzido a uma coisa, a um objeto, como no caso do assassinato[3].

 Que  coisa  estranha,  brincar  de  matar  índio,  de  matar  gente.  Fico  a  pensar, mergulhado no abismo de uma profunda perplexidade, espantado diante da perversidade intolerável desses moços desgentificando-se, no ambiente em que decresceram em lugar decrescer.  

### Outros Escritos
Nessa segunda parte, há os seis textos:
- Descobrimento da América, abril de 1992;
- Alfabetização e Miséria, fevereiro de 1996;
- Desafios da Educação de Adultos Ante a Nova Reestruturação Tecnológica, abril de 1996;
- Alfabetização em Televisão, agosto de 1996;
- Educação e Esperança, dezembro de 1996;
- Denúncia, Anúncio, Profecia, Utopia e Sonho, 1977 [11].